# Tianjin Kerry Center
Das Tianjin Kerry Center (chinesisch 天津嘉里中心, Pinyin Tiānjīn Jiālǐ Zhōngxīn) ist ein Wolkenkratzer, der im Stadtbezirk Hedong der chinesischen Stadt Tianjin gebaut wird. Er soll nach seiner Vollendung im Jahr 2016 mit einer Höhe von 332 Metern das zweithöchste Gebäude der Stadt sein nach dem 337 Meter hohen Tianjin World Financial Center sowie dem im Bau befindlichen Goldin Finance 117. Das Tianjin Kerry Center wird 72 Etagen haben, deren Nutzung aus Büros bestehen wird. Abschließen wird der Turm mit einem Flachdach, während die Fassade aus weißlich schimmerndem Glas bestehen soll. Das amerikanische Büro Skidmore, Owings and Merrill entwarf das Gebäude.